# There ain't no such thing as a free lunch
TANSTAAFL is een acroniem voor het Amerikaanse gezegde "There ain't no such thing as a free lunch"; vertaald: "Een gratis lunch bestaat niet". Het werd gebruikt in de roman The Moon Is a Harsh Mistress (Vertaald als De maan in opstand') uit 1966 van sciencefictionschrijver Robert A. Heinlein. Nobelprijswinnaar Milton Friedman maakte het bekend door een boek met dezelfde titel te schrijven (1975). Het gezegde is met name populair onder libertariërs en in economische leerboeken.
Het gezegde laat zien wat "alternatieve kosten" zijn. Greg Mankiw beschreef het als: "Om iets te verkrijgen dat we leuk vinden moeten we meestal iets anders opgeven dat we leuk vinden. Een besluit nemen betekent het ene doel kiezen ten koste van het andere doel".
Heinlein was niet de eerste die het gebruikte; het wordt als Tanstaafl ook al aangetroffen in de titel van een door Pierre Dos Utt in 1949 geschreven boek Tanstaafl: a plan for a new economic world order. De uitdrukking "there is no free lunch" werd voor 1942 al in ten minste twee krantenartikelen gebruikt.

## Voorbeelden
Het gezegde wordt gebruikt om aan te geven dat een overheidsmaatregel het gewenste effect kan bereiken, maar dat er altijd kosten aan verbonden zijn. Zo leidt een minimumloon er (bedoeld) toe dat er niemand meer werkt voor minder dan het vastgestelde minimumloon, maar daar zijn wel kosten aan verbonden: er kan (onbedoeld) meer werkloosheid ontstaan. Hoge uitkeringen kunnen onbedoeld tot een armoedeval leiden zodat mensen er juist niet op vooruitgaan als ze weer gaan werken. Maatregelen om mensen uit de auto te krijgen door het openbaar vervoer gratis te maken kunnen ertoe leiden dat mensen minder met de fiets gaan.